# 松井俊介
松井 俊介（まつい しゅんすけ、1975年2月26日 - ）は、日本のソングライター、編曲家。
北海道出身。北海道札幌南高等学校、神奈川大学外国語学部英語英文学科卒業。
アニメ・ゲームのキャラクターソングなどを手掛けているほか、正統派ポップスを中心に、アコースティックな曲なども得意としている。
音楽活動外では会社員として働いており、日本クアンタムストレージ、日本ヒューレット・パッカード、三井物産セキュアディレクション、VMware Japan、デルテクノロジーズ、エリクソン・ジャパンなどに勤務していた。
2020年1月20日、後頭部に痛みを感じて診察を受けたところ、解離性脳動脈瘤（脳底動脈）と診断されたことを自身のTwitterで報告した。
2023年3月1日、株式会社松井貿易を設立。

## 楽曲提供

### 作詞
- 藤田咲・井口裕香・野水伊織・東山奈央・佐倉綾音・上坂すみれ（赤城・加賀・瑞鶴・金剛・島風・吹雪）「Let's not say "good-bye"」
TVアニメ『艦隊これくしょん -艦これ-』第3話エンディング（共同作詞）
- 東山奈央（金剛・比叡・榛名・霧島）「進め!金剛型四姉妹」TVアニメ『艦隊これくしょん -艦これ-』第4話挿入歌（共同作詞）
- 上坂すみれ・日高里菜・タニベユミ（吹雪・睦月・夕立）「Bright Shower Days」TVアニメ『艦隊これくしょん -艦これ-』（共同作詞）
- 野水伊織（翔鶴・瑞鶴）「二羽鶴」TVアニメ『艦隊これくしょん -艦これ-』（共同作詞）
- 西沢幸奏「ピアチェーレ」劇場版アニメ『ARIA The AVVENIRE』主題歌
- 桑田あいか「Lucky Jump! Happy Jump!」PCゲーム『アイキス』ED曲
- 水瀬侑生「Miracle Colorful Stars」PCゲーム『アイキス』ED曲
- AiRI「The road we belong」PCゲーム『まいてつ Last Run!!』ED曲
- Faylan「hello! new world」PCゲーム『まいてつ Last Run!!』ED曲
- 橋本みゆき＆佐咲紗花「We Are With You」PCゲーム『まいてつ Last Run!!』ED曲
- NANA「Shiny Sky Shiny Days」PCゲーム『まいてつ Last Run!!』ED曲
- 榊原ゆい「My Wish Forever」PCゲーム『まいてつ Last Run!!』ED曲
- 葉月さき「cloverforever」

### 作曲
- 野水伊織「ミラクル★ドロップス」
- 新谷良子「ギミーシェルター」
- 森川智之＆吉野裕行（青龍のゴウ＆白虎のガイ）「烈・GO! GUY!」　TVアニメ『セイント・ビースト～光陰叙事詩天使譚～』ED
- 杉田智和＆鈴村健一（流星のキラ＆風牙のマヤ）「epilogue」　PS2ゲーム版『セイント・ビースト～螺旋（らせん）の章～』ED
- 平野綾（涼宮ハルヒ）「空前未満は見せないで」　Wiiゲーム 『涼宮ハルヒの激動』
- 水樹奈々「蒼き光の果て-ULTIMATE MODE-」　アルバム『ULTIMATE DIAMOND』
- ささきのぞみ（御坂妹）「ひそやかな欲望～ミサカは、発生させます～」　TVアニメ『とある魔術の禁書目録』
- 三瓶由布子（秋月涼）「ヒミツの珊瑚礁」　『THE IDOLM＠STER DREAM SYMPHONY 02』
- 戸松遥＆矢作紗友里（ララ＆西連寺春菜）「ダーリンハニィ♡スィートエモーション」　TVアニメ 『もっとTo LOVEる-とらぶる-』
- 加藤英美里（大室櫻子）「365コ」　TVアニメ 『ゆるゆり』
- 三森すずこ（古谷向日葵）「お願い Catch me」　TVアニメ 『ゆるゆり』
- 大坪由佳（歳納京子）「はしゃいでみたり悩んでみたり 恋する乙女はゆるゆり」　TVアニメ 『ゆるゆり♪♪』
- 津田美波・大久保瑠美（船見結衣・吉川ちなつ）「ガールズパワーで」　TVアニメ 『ゆるゆり♪♪』第8話エンディング
- 大坪由佳・藤田咲（歳納京子・杉浦綾乃）「Miracle Duet」　TVアニメ 『ゆるゆり♪♪』七森中♪うたがっせん（BD第1巻の特典CDに収録）
- 田村奈央（上原歩子）「せ☆の☆び」　TVアニメ 『あいうら』CHARACTER SONG♪「う」
- 佐倉綾音（簗瀬芽衣）「グッとLuck!Everyday」　TVアニメ 『あいうら』CHARACTER SONG♪「や」
- ベリーボタン「リップファンタスティック」
- 平山笑美　「Dead or ふたりきり♪」
- 飴川紫乃　「Virtual AME-nity」
- 愛野えり  　「Dolly DolL」(共作: ボンジュール鈴木)

### 作曲・編曲
- 新谷良子（黄瀬早苗）「Through the Game」　TVアニメ『ケンコー全裸系水泳部 ウミショー』
- 「星空の夢」 [Short edit]PCゲーム『ほしフル -星藤学園天文同好会-』
- 「ボクたちの季節」 [Short edit]PCゲーム『ほしフル -星藤学園天文同好会-』
- 佐藤利奈（赤羽くれは）「WHITE HEART」　TVアニメ『ナイトウィザード The ANIMATION』
- 株式会社バレッグス テレビCM曲
- 水樹奈々（夜明エイム）「蒼き光の果て」TVアニメ『AYAKASHI』
- 野川さくら（牧原和泉）「それだけで…よかった。」TVアニメ『AYAKASHI』
- 清水愛（パム・ウェルヌ・アサクラ）「little heavenly princess」TVアニメ『AYAKASHI』
- 雪野五月（夜明アキノ）「I will follow you」TVアニメ『AYAKASHI』
- 後藤麻衣（乃木坂美夏）「みかづきぼっくす! - featuring乃木坂美夏の麻衣ふぇあれいでぃお! -」　TVアニメ『乃木坂春香の秘密』
- 酒井香奈子（姫守さくら）「PINKIE PINK PRINCESS」　CDドラマ『THOR CODE-トールコード-』
- 桃箱「だって夏でしょ？しょ！」　PCゲーム 『ナマイキデレーション』オープニング
- miko「アツアツ summer dream」　PCゲーム 『ナマイキデレーション』挿入歌
- 早乙女由香「Intention」
- CLIPCLIP「rhapsody」「Sweets Sweets」
- Mikoz「おまいり」「舞STORY」「おまつり」「SnowWingWhiteRing」「祈り」
- We=MUKASHIBANASHI「タイムカプセル」
- 渋川紗有実 「星屑のパジャマガール」
- 平山笑美「Dead or ふたりきり♪ - Dolce Accordo -」

### 編曲
- Baby POP School「先生教えてプリーズ」
- 鈴村健一（結崎亮）「Just do it,to the right」　PS2ゲーム『転生學園月光録』
- 矢作紗友里（明智光秀）「接近ミラクル」　TVアニメ『織田信奈の野望』
- 戸田めぐみ（飯塚ゆず）「快晴のステップ」　TVアニメ『桜Trick』

### 作詞・作曲
- Baby POP School「キラキラ☆恋モード」
- 桐谷蝶々＆平山笑美  「Shining Sparkling Stars」

### 作詞・作曲・編曲
- 合田彩（高貴楓蘭）、藏合紗恵子（藜チャチャ）、 味里（砂藤季美）、古谷静佳（水屋うるち）「Get Over the Rainbow」　TVアニメ 『マケン姫っ!』